# Marions
Marions ist eine französische Gemeinde mit 211 Einwohnern (Stand: 1. Januar 2022) im Département Gironde in der Region Nouvelle-Aquitaine. Sie gehört zum Kanton Le Sud-Gironde im Arrondissement Langon. 

## Lage
Die Gemeinde wird vom Flüsschen Barthos durchquert.
Sie grenzt im Nordwesten an Lavazan, im Norden an Sendets (Berührungspunkt) und Cauvignac, im Nordosten an Masseilles, im Osten an Sillas, im Südosten an Saint-Martin-Curton, im Süden an Goualade und im Südwesten an Lerm-et-Musset. 

## Bevölkerungsentwicklung
| Jahr      | 1962 | 1968 | 1975 | 1982 | 1990 | 1999 | 2008 | 2017 |
| --------- | ---- | ---- | ---- | ---- | ---- | ---- | ---- | ---- |
| Einwohner | 231  | 193  | 189  | 193  | 158  | 171  | 190  | 208  |

## Sehenswürdigkeiten

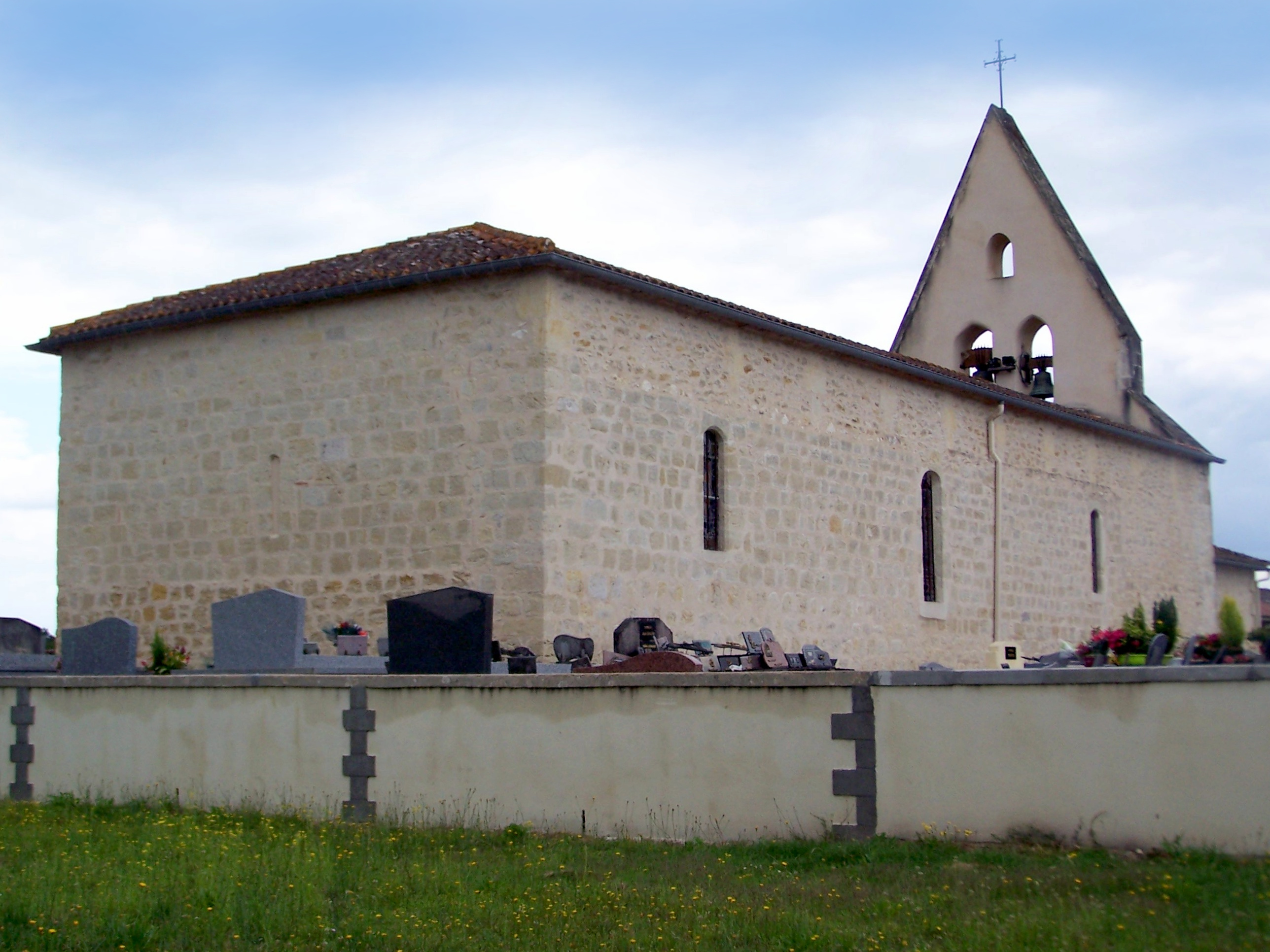
Kirche Saint-Pierre

- Kirche Saint-Pierre